# Marlon Czernohous
Marlon Czernohous (* 11. April 1989 in Hamburg) ist ein ehemaliger deutscher Eishockeyspieler, der vier Spiele für die Iserlohn Roosters in der Deutschen Eishockey Liga absolvierte und für einige Spielzeiten in der drittklassigen Oberliga aktiv war.

## Karriere
Czernohous fing 1999 bei den Hamburg Crocodiles mit dem Eishockey an und gehörte bereits im Jahr 2002 zum U14-Kader der norddeutschen Eishockeyauswahl. Zur Saison 2004/05 wechselte der Center in die Deutsche Nachwuchsliga zu den Eisbären Juniors Berlin, mit denen er Deutscher Vizemeister wurde. 2005 kehrte Czernohous nach Hamburg zurück und spielte für den HSV in der Jugendbundesliga, wo er der Topscorer seines Teams war. In der Saison 2006/07 kehrte er in die DNL zurück und erreichte mit dem Krefelder EV den dritten Rang in der Meisterschaftsrunde der DNL.
Zur Saison 2007/08 unterschrieb der Linksschütze einen Vertrag bei den Iserlohn Roosters und debütierte im Alter von 18 Jahren in der Deutschen Eishockey Liga. Er kam auf vier Einsätze in der DEL und spielte vorwiegend bei der Zweiten Mannschaft in der Regionalliga. Zur Spielzeit 2008/09 wurde er von den Iserlohn Roosters mit einer Förderlizenz für den Oberligisten Herner EV ausgestattet. Im nächsten Jahr wechselte Czernohous ebenfalls mit einer Förderlizenz der Roosters zum Königsborner JEC.
Zur Saison 2010/2011 wechselte er zum Adendorfer EC in die Eishockey-Oberliga Nord, war Topscorer seines Teams und wurde zum Rookie des Jahres der Oberliga Nord gewählt. In der Saison 2011/2012 spielte er ebenfalls für den Adendorfer EC, bevor er zur Saison 2012/2013 innerhalb der OL-Nord zum Hamburger SV wechselte. Auch dort wurde er sofort Topscorer seines Teams. Nach der Saison 2014/2015 nahm Czernohous sich eine einjährige Auszeit, bevor er wieder für den Adendorfer EC, in der Regionalliga Nord auflief. In den folgenden Jahren spielte er für verschiedene Hamburger Teams auf Amateurebene.

## Erfolge und Auszeichnungen
- DNL-Vizemeisterschaft 2005 mit Eisbären Juniors Berlin
- Oberliga Nord-Rookie der Saison 2010/2011

## Karrierestatistik
(Legende zur Spielerstatistik: Sp oder GP = absolvierte Spiele; T oder G = erzielte Tore; V oder A = erzielte Assists; Pkt oder Pts = erzielte Scorerpunkte; SM oder PIM = erhaltene Strafminuten; +/− = Plus/Minus-Bilanz; PP = erzielte Überzahltore; SH = erzielte Unterzahltore; GW = erzielte Siegtore; 1 Play-downs/Relegation; Kursiv: Statistik nicht vollständig)